# Isola Sedlovatyj
L'isola Sedlovatyj (in russo Остров Седловатый, ostrov Sedlovatyj) è un'isola russa, bagnata dal mare di Barents.
Amministrativamente fa parte del circondario cittadino (gorodskoj okrug) di Aleksandrovsk dell'oblast' di Murmansk, nel Distretto Federale Nordoccidentale.

## Geografia
L'isola è situata nella parte centro-meridionale del mare di Barents, all'interno della baia di Kola, sul suo lato occidentale. Dista dal continente, nel punto più vicino, circa 390 m.
Sedlovatyj si trova a sudest dell'ingresso della baia della Sajda, a nordest di quello della baia Olen'ja e a ovest di quello della baia Bol'šaja Volokovaja. Ha una forma allungata irregolare, orientata in direzione nordest-sudovest. Misura circa 640 m di lunghezza e 240 m di larghezza massima al centro. Il punto più alto, nel nord dell'isola, ha un'altezza massima di 16,7 m s.l.m., e vi si trova un punto di triangolazione geodetica. Poco più a sud si trova il faro Sedlovatyj.
Sull'isola sono presenti diversi piccoli laghi.
I centri urbani più vicini all'isola sono le città di Gadžievo a ovest e di Poljarnyj a sud, e l'insediamento di Olen'ja Guba a sudovest.

### Isole adiacenti
Nelle vicinanze di Sedlovatyj si trovano:
- L'isola Zelënyj (остров Зелёный), si trova poco al di là dell'ingresso della baia di Kola, 3,1 km a nordovest di Sedlovatyj. (69°16′46″N 33°24′34.55″E)
- Isola Medvežij (остров Медвежий), 2 km a nordovest, è una piccola isola ovale, orientata in diresione ovest-est. Misura 330 m di lunghezza e 210 m di larghezza massima al centro. Raggiunge un'altezza massima di 20,4 m s.l.m.;[4] sull'altura si trova un punto di triangolazione geodetica.[4] (69°16′10″N 33°25′30″E)
- Isola Bol'šaja Voronucha (остров Большая Воронуха), 1,6 km a nord, è un isolotto di 215 m di lunghezza e 90 m di larghezza massima. (69°16′31.7″N 33°27′50″E)
- Isole Čevrujskie (острова Чевруйские), 200 m a sudovest di Sedlovatyj, sono due piccole isole, una di forma rettangolare e l'altra di forma allungata. L'isola settentrionale, la maggiore, ha una lunghezza di circa 150 m e una larghezza di 105 m. L'isola meridionale è lunga invece 160 m ma è larga appena 45 m nel punto più ampio. (69°15′14″N 33°27′51″E)
- Bol'šoj Olenij (Большой Олений), 2,8 km più a sud, è la seconda isola per grandezza nella baia di Kola, adiacente all'isola di Ekaterina. (69°13′25″N 33°29′05″E)